# Frances Parker
Frances Mary "Fanny" Parker (24 de diciembre de 1875 - 19 de enero de 1924) fue una sufragista nacida en Nueva Zelanda que se hizo prominente en el ala militante del movimiento escocés por el sufragio femenino y fue encarcelada repetidamente por sus acciones.

## Biografía
Nacida en Little Roderick, Kurow, Otago, Nueva Zelanda. Fue una de los cinco hijos de Harry Rainy Parker y su esposa, Frances Emily Jane Kitchener. Su familia vivió en la granja Waihao Downs Homestead de 1870 a 1895, cuando se mudaron a Little Roderick. Provenía de un entorno acomodado y era sobrina del mariscal de campo Herbert Kitchener. Su tío más tarde se declararía "disgustado" por su participación en el movimiento de mujeres.
En Nueva Zelanda, a las mujeres se les otorgó la franquicia el 19 de septiembre de 1893 y votaron por primera vez en las elecciones celebradas el 28 de noviembre de 1893. Parker dejó Nueva Zelanda en 1896 para estudiar en Newnham College, Cambridge. Su matrícula fue pagada por su tío. Recibió un título en 1899, y posteriormente pasó varios años trabajando como maestra en Francia y Nueva Zelanda.

## Sufragista

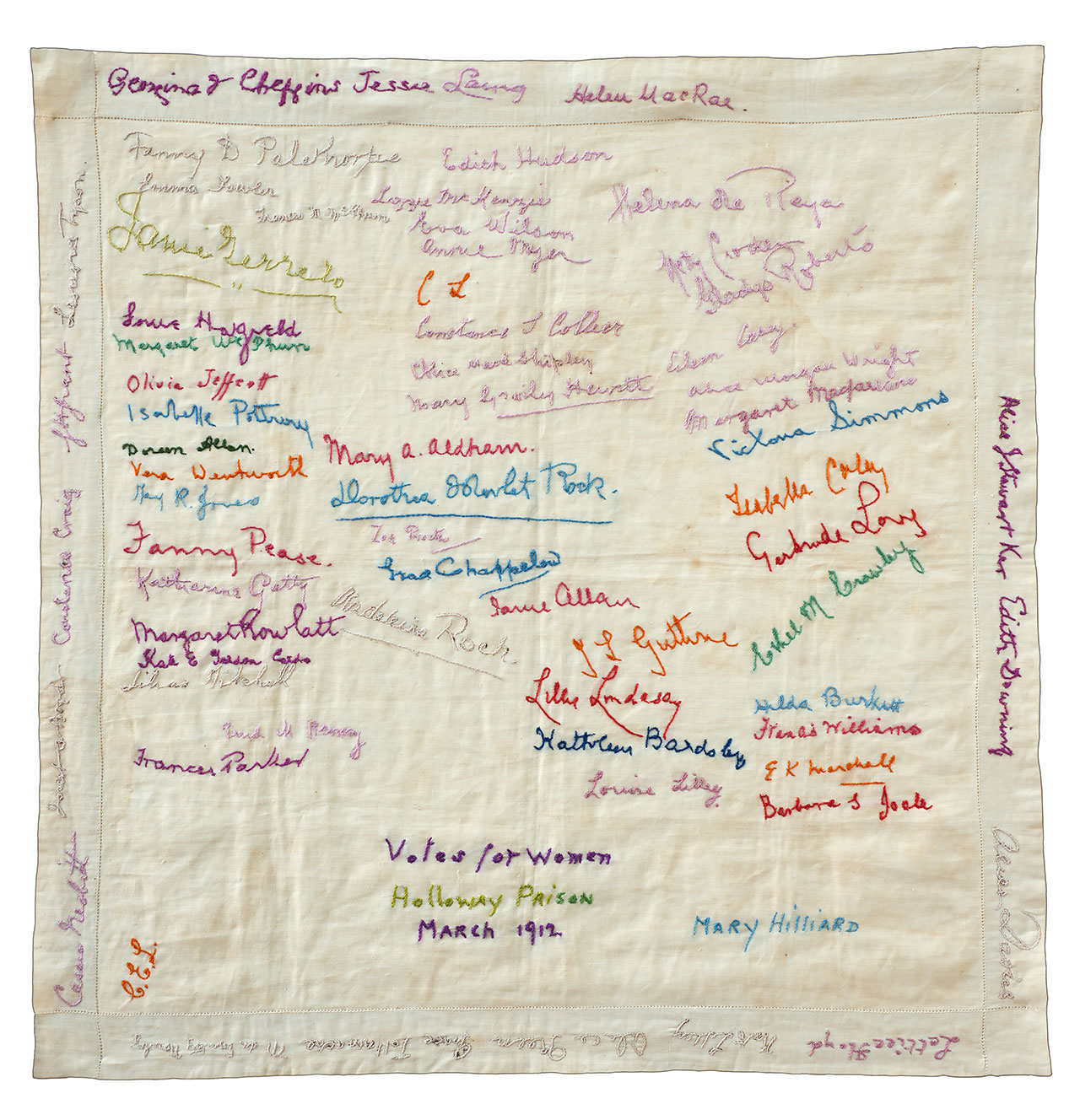
El pañuelo bordado en la cárcel por las sufragistas.

A su regreso a Gran Bretaña, comenzó a hacer campaña por el sufragio femenino, inicialmente con la Unión de Sufragios de Mujeres de las Universidades Escocesas, y luego con Emmeline Pankhurst en la Unión Social y Política de las Mujeres, para lo cual se convirtió en organizadora en el oeste de Escocia en 1912.
Participó en acciones cada vez más militantes, por las cuales fue encarcelada varias veces. Cumplió seis semanas por obstrucción en 1908 después de una manifestación. Más tarde fue sentenciada a cuatro meses en la prisión Holloway en marzo de 1912 después de participar en una redada organizada por la WSPU para romper ventanas. Se unió a otras sufragistas para bordar desafiantemente su firma en un trozo de tela, ante la mirada de los guardas, conocido como el pañuelo Suffragette. Al igual que muchas sufragistas, participó de una huelga de hambre y fue sometida a alimentación forzada. Más tarde ese año fue encarcelada dos veces, una por romper ventanas y otra por irrumpir en  The Music Hall en Aberdeen con la intención de interrumpir una aparición de David Lloyd George. En ambas ocasiones fue liberada después de una huelga de hambre de varios días.
Para 1914, el movimiento sufragista se estaba volviendo cada vez más violento, con muchos edificios alrededor de Gran Bretaña siendo bombardeados y quemados. En julio de ese año, Parker y su compañera de campaña, Ethel Moorhead intentaron prender fuego a Burns Cottage en Alloway. Un vigilante las sorprendió, y mientras Moorhead escapó, Parker fue arrestada. Mientras estaba en prisión preventiva hizo huelga de hambre y sed. Sabiendo que había pocas posibilidades de recuperarla si era liberada, las autoridades de la prisión la sometieron a una alimentación forzada particularmente brutal; cuando no pudo retener la comida, intentaron alimentarla a través del recto, lo que le provocó graves hematomas. Hubo controversia cuando escribió sobre su brutal trato en 1914 en el periódico Votes for Women, bajo el nombre 'Janet Parker'. Estaba gravemente enferma cuando finalmente fue enviado a un hogar de ancianos, pero aun así pudo escapar.
Recibió una medalla de huelga de hambre "por su valor" de la WSPU.
Antes de que pudiera ser recapturada, la Primera Guerra Mundial estalló, dando como resultado el fin de las campañas militantes y una amnistía para las sufragistas.
Durante la guerra, sirvió en el Cuerpo Auxiliar del Ejército de la Reina María y recibió un  OBE. Después de la guerra, vivió en Arcachon, cerca de Burdeos, donde murió en 1924. Parker dejó su medalla a su amiga y compañera activista, Ethel Moorhead.